# Hypestezie
Hypestezie (někdy též porucha čití) je lokalizované nebo generalizované snížení citlivosti kůže (na dotyk, tlak, bolest či teplotu) nebo částečná ztráta citlivosti na smyslové podněty, která se vyskytne po poškození periferních nervů, jež snižuje vzrušivost senzorických nervových zakončení.